# Campionato europeo a squadre miste di badminton 2023
Il Campionato europeo a squadre miste di badminton 2023 fu la ventisettesima edizione del torneo organizzato da Badminton Europe. Si svolse a Aire-sur-la-Lys, in Francia, dal 14 al 18 febbraio 2023.
La Danimarca conquistò il titolo per la diciannovesima volta (la quinta consecutiva), sconfiggendo in finale la Francia per 3–2.

## Fase a gruppi

### Gruppo A
| Pos | Squadra     | G | V | P | PV | PP | DP  | GV | GP | DG  | PF  | PS  | DP   | Pt | Qualificazione |     | DEN | ENG | SCO | UKR |
| --- | ----------- | - | - | - | -- | -- | --- | -- | -- | --- | --- | --- | ---- | -- | -------------- | --- | --- | --- | --- | --- |
| 1   | Danimarca   | 3 | 3 | 0 | 13 | 2  | +11 | 28 | 6  | +22 | 688 | 477 | +211 | 3  | Fase finale    |     | —   | 4–1 | 4–1 | 5–0 |
| 2   | Inghilterra | 3 | 2 | 1 | 9  | 6  | +3  | 21 | 14 | +7  | 636 | 603 | +33  | 2  | Fase finale    |     | 1–4 | —   | 4–1 | 4–1 |
| 3   | Scozia      | 3 | 1 | 2 | 6  | 9  | −3  | 13 | 21 | −8  | 565 | 602 | −37  | 1  |                |     | 1–4 | 1–4 | —   | 4–1 |
| 4   | Ucraina     | 3 | 0 | 3 | 2  | 13 | −11 | 6  | 27 | −21 | 459 | 666 | −207 | 0  |                | 0–5 | 1–4 | 1–4 | —   |     |

### Gruppo B
| Pos | Squadra     | G | V | P | PV | PP | DP  | GV | GP | DG  | PF  | PS  | DP   | Pt | Qualificazione |     | FRA | GER | NED | BUL |
| --- | ----------- | - | - | - | -- | -- | --- | -- | -- | --- | --- | --- | ---- | -- | -------------- | --- | --- | --- | --- | --- |
| 1   | Francia (H) | 3 | 3 | 0 | 13 | 2  | +11 | 28 | 10 | +18 | 753 | 619 | +134 | 3  | Fase finale    |     | —   | 5–0 | 4–1 | 4–1 |
| 2   | Germania    | 3 | 2 | 1 | 7  | 8  | −1  | 18 | 17 | +1  | 626 | 592 | +34  | 2  | Fase finale    |     | 0–5 | —   | 4–1 | 3–2 |
| 3   | Paesi Bassi | 3 | 1 | 2 | 5  | 10 | −5  | 14 | 22 | −8  | 614 | 675 | −61  | 1  |                |     | 1–4 | 1–4 | —   | 3–2 |
| 4   | Bulgaria    | 3 | 0 | 3 | 5  | 10 | −5  | 10 | 21 | −11 | 467 | 574 | −107 | 0  |                | 1–4 | 2–3 | 2–3 | —   |     |

## Fase finale
Gli accoppiamenti delle semifinali sono stati sorteggiati al termine della fase a gironi.
|  | Semifinali  | Semifinali  | Semifinali |         |           | Finale    | Finale | Finale |  |
|  |             |             |            |         |           |           |        |        |  |
|  | Danimarca   | Danimarca   | 3          |         |           |           |        |        |  |
|  | Danimarca   | Danimarca   | 3          |         |           |           |        |        |  |
|  | Inghilterra | Inghilterra | 0          |         |           |           |        |        |  |
|  | Inghilterra | Inghilterra | 0          |         | Danimarca | Danimarca | 3      |        |  |
|  |             |             |            |         | Danimarca | Danimarca | 3      |        |  |
|  |             |             | Francia    | Francia | 2         |           |        |        |  |
|  | Germania    | Germania    | Francia    | Francia | 2         | 1         |        |        |  |
|  | Germania    | Germania    |            |         |           |           |        |        |  |
|  | Francia     | Francia     | 3          |         |           |           |        |        |  |